# Aranyospolyán
Aranyospolyán (románul Poiana, németül Goldenpojen) Torda város része Romániában Kolozs megyében.

## Fekvése
A falu a Keresztesmező északi részén az Aranyos folyó jobb partján fekszik.

## Története
1291-ben említik először villa Polanteluk néven. Református templomát 1848-ban a románok teljesen feldúlták. A trianoni békeszerződésig Torda-Aranyos vármegye Tordai járásához tartozott. 
1910-ben 1156 lakosából 710 magyar, 407 román, 1941-ben már a románok voltak többségben. 
1966-ban Tordához csatolták.

## Látnivalók
- Református temploma gótikus eredetű.

## Híres emberek
- Itt született 1846-ban Solymossy Lajos természettudományi író.
- Itt született 1912-ben Tatár Géza pedagógus, helytörténész
- Itt született 1921-ben Pupp József tanár, kórusvezető.
- Itt nyugszik Orlowski Balogh Edit szobrász.